# Bataillon de tirailleurs sénégalais de renfort no 2
Pour les articles homonymes, voir 2e bataillon et BTSR.
Le bataillon de tirailleurs sénégalais de renfort no 2 (BTSR no 2) est une ancienne unité militaire des troupes coloniales françaises stationnée dans la colonie de Madagascar de 1947 à 1949. Elle participe à la répression de l'insurrection malgache de 1947.

## Historique
Le bataillon est formé à Fréjus le 16 février 1947 sous le nom de détachement de renfort no 102. Il débarque à Tamatave le 9 juin et s'installe à Manakara, au Sud-Est de l'île.
Il est dissous le 31 août 1949.

## Commandant
Le bataillon a un seul commandant, le chef de bataillon Baylon (ou Byion ?).

## Insigne
L'insigne du bataillon présente une carte de l'île de Madagascar en rouge sur l'ancre des troupes coloniales de couleur bleu (le rouge et le bleu étant les couleurs des troupes coloniales). La carte est chargée d'une tête de tirailleurs sénégalais coiffé d'un casque américain. L'insigne est homologué H.594 en 1948,. Il est fabriqué par Drago en deux formats,,.